# Grammatophyllum martae
Grammatophyllum martae Quisumb. ex Valmayor & D.Tiu, 1983 è una pianta della famiglia delle Orchidacee, endemica delle Filippine.

## Descrizione
È un'orchidea di grandi dimensioni con crescita epifita. G. martae presenta grandi pseudobulbi leggermente appiattiti che portano fino a 4 foglie coriacee, di forma oblanceolata, lunghe fino a 60 centimetri.
La fioritura avviene in primavera mediante una infiorescenza basale a stelo, lunga mediamente 1 metro e mezzo, portante fino a 80 fiori. Questi sono grandi in media 7.5 centimetri, di colore verde maculato di marroncino, con petali e sepali ovati e labello trilobato con i lobi laterali rialzati.

## Distribuzione e habitat
La specie è endemica delle isole Filippine, dove cresce epifita dal livello del mare a 300 metri di quota.

## Coltivazione
Questa pianta necessita di piena luce e temperatura calda per tutto l'anno.